# Naturschutzgebiet Stender Benden
Koordinaten: 51° 24′ 44″ N, 6° 27′ 11″ O
Das Naturschutzgebiet Stender Benden liegt auf dem Gebiet der Gemeinde Kerken im Kreis Kleve in Nordrhein-Westfalen.
Das aus drei Teilflächen bestehende Gebiet erstreckt sich südöstlich des Kernortes Kerken und südlich der Kerkener Ortschaft Stenden. Am südlichen Rand des Gebietes verläuft die A 40, westlich die Landesstraße L 362 und nordöstlich die B 9.

## Bedeutung
Für Kerken ist seit 2013 ein rund 99,9 ha großes Gebiet unter der Kenn-Nummer KLE-062 als Naturschutzgebiet ausgewiesen. 